# Natalia Freidina
Natalia Freidina (russisch Наталья Фрейдина; * 21. August 1978 in Samara) ist eine ehemalige russische Automobilrennfahrerin.

## Karriere
Natalia Freidina fuhr mehrere Jahre Kart, bevor sie 2011 in den Formelsport wechselte und mit dem Team Mahara in zwei Rennen der JK Racing Asia Series, der Nachfolgeserie der Formula BMW Asia und Formula BMW Pacific, mit einem Mygale FB02 startete.
In der Saison 2012 fuhr sie in der FIA-GT3-Europameisterschaft. Im ersten Rennen ging sie für das Team Valmon Racing Team Russia mit einem Aston Martin DBRS9 an den Start. Im zweiten und im vierten Lauf der Meisterschaft fuhr sie einen Lamborghini Gallardo LP600 GT3 für die Teams Rhino’s Leipert Motorsport und Reiter Engineering. Ihr letztes Rennen mit einem Audi R8 LMS bestritt sie für das Team Novadriver. Zum Ende erreichte sie einen 17. Platz in der Gesamtwertung.
2014 fuhr sie zwei Rennen in der Lamborghini Super Trofeo in der Am-Wertung. Ein Jahr später trat sie zu einigen Rennen im Blancpain GT Sports Club an. Beim Rennen in Paul Ricard fuhr sie einen McLaren 650S GT3. Das Rennen in Algarve mit einem Mercedes-Benz SLS AMG GT3 beendete sie auf dem zehnten Platz. In der Gesamtwertung wurde sie 16.
Danach beendete Freidina ihre Motorsportkarriere.